# Актобе (Талгарский район)
Актобе (каз. Ақтөбе) — упразднённое село в Талгарском районе Алматинской области Казахстана. В 2014 году включено в состав города Алма-Ата. Входило в состав Коктобинского сельского округа. Код КАТО — 196237300.

## Население
В 1999 году население села составляло 249 человек (135 мужчин и 114 женщин). По данным переписи 2009 года, в селе проживало 369 человек (186 мужчин и 183 женщины).